# Dickinson W. Richards
Dr. Dickinson Woodruff Richards, Jr. (Orange, New Jersey, 30. listopada, 1895. – 23. veljače, 1973., Lakeville, Connecticut) bio je američki liječnik i fiziolog. 1956.g. dobio je Nobelovu nagradu za fiziologiju ili medicinu zajedno s Andréom Cournandom i Wernerom Forssmannom za otkrića vezana za srčanu kateterizaciju i patološke promjene u krvožilnom sustavu.

## Vanjske poveznice
- (engl.)Nobel - životopis